# Новопавловка (Білоглинський район)
Новопавловка (рос. Новопавловка) — село в Росії, Білоглинському районі Краснодарського краю, центр Новопавловського сільського поселення. 
Розташовано на річці Меклета за 16 км на південний схід від районного центру, села Біла Глина.

## Історія
Станом на 1873 рік у селі Білоглинської волості Медвеженського повіту Ставропольської губернії мешкало 3764 особи (1913 чоловічої статі та 1851 — жіночої), переважно православних росіян, налічувалось 460 дворових господарства, існували православна церква, водяний млин, маслобійня, хлібний магазин, 10 питних будинків, 2 лавки, відбувались 2 ярмарки на рік.
За переписом 1897 року кількість мешканців зросла до 6223 осіб (3135 чоловічої статі та 3088 — жіночої), з яких 6192 — православної віри.